# Palak Hilir
Palak Hilir is een bestuurslaag in het regentschap Aceh Barat Daya van de provincie Atjeh, Indonesië. Palak Hilir telt 293 inwoners (volkstelling 2010).